# Vedtrappmossa
Vedtrappmossa (Anastrophyllum hellerianum) är en levermossart som först beskrevs av Christian Gottfried Daniel Nees von Esenbeck och Johann Bernhard Wilhelm Lindenberg, och fick sitt nu gällande namn av Rudolf Mathias Schuster. Vedtrappmossa ingår i släktet trappmossor, och familjen Lophoziaceae.
Enligt den finländska rödlistan är arten nära hotad i Finland. Enligt den svenska rödlistan är arten nära hotad i Sverige. Arten förekommer i Götaland, Gotland, Öland, Svealand, Nedre Norrland och Övre Norrland. Artens livsmiljö är friska och lundartade naturmoar.